# Franz Schily
Viktor Albert Franz Schily (* 25. Dezember 1892 in Leipzig; †  26. September 1955 bei Tomerdingen) war ein deutscher Manager in der Stahlindustrie.

## Leben
Schily war ältester Sohn des Ingenieurs Leo Schily (1855–1920) und der Malerin Julia Schily-Koppers. Nach dem Abitur in Bonn studierte er an der Friedrichs-Universität Halle, der Albert-Ludwigs-Universität Freiburg, der Ludwig-Maximilians-Universität München und der Friedrich-Wilhelms-Universität zu Berlin Verfassungs-, Rechts- und Wirtschaftsgeschichte. Im Ersten Weltkrieg diente er als Leutnant. 1920 wurde er in Berlin zum Dr. phil. promoviert. Er gab den Berufswunsch Archivar auf und arbeitete als kaufmännischer Angestellter in verschiedenen Firmen, u. a. in den Niederlanden. Eine Weiterbildung an der Handelshochschule Berlin beendete er als Volkswirt im Reichsverband Deutscher Volks- und Betriebswirte. 1942 wurde Schily Direktor beim Bochumer Verein, wo er ab 1946 Vorstandsmitglied war, zudem Vorsitzender des Wirtschaftsverbandes der Gießereindustrie (Düsseldorf) und Vizepräsident der Industrie- und Handelskammer Bochum. Er saß in verschiedenen Aufsichtsräten. Die Altkatholische Kirche und später Die Christengemeinschaft waren seine Religionsgemeinschaften. Mit seiner Frau Elisabeth geb. Schmuz-Baudiß (1895–1955) hatte er fünf Kinder. Otto Schily und Konrad Schily sind seine beiden jüngsten Söhne.